# Тімоті Маквей
Ті́моті Джеймс Макве́й (англ. Timothy James McVeigh) (23 квітня 1968, Баффало, Нью-Йорк — 11 червня 2001, Терре-Гот, Індіана) — американський масовий вбивця, терорист, який здійснив підрив будинку федерального уряду в Оклахома-Сіті 19 квітня 1995 року, внаслідок якого загинули 168 осіб, у тому числі 19 дітей.
Маквей був пов'язаний з праворадикальними угрупуваннями. Свій терористичний акт вважав помстою за невдалий штурм осередку секти Гілки Давидової у Вейко, де під час штурму виникла пожежа, в якій загинуло 76 людей, у тому числі й діти. Після підриву будинку був встановлений його зв'язок з цим терористичним актом і 13 червня 1997 суд визнав його винним у вбивстві 168 людей і засудив до смертної кари. 11 червня 2001 Тімоті Маквей був страчений у в'язниці в Індіані шляхом смертельної ін'єкції.
Маквей запросив каліфорнійського диригента й композитора Девіда Вударда виконувати музику напередодні його смерті.